# 法長寺
法長寺（ほうちょうじ）は、埼玉県秩父郡横瀬町にある曹洞宗の寺院で、山号は青苔山と号する。秩父札所の第七番であり、横瀬町の史跡に指定されている。本堂は、間口24.4m奥行18m瓦葺入母屋造の秩父札所随一の大伽藍で、本堂の中に観音堂があるという珍しい造りとなっており、平賀源内の原図を元に設計されたと伝わる。また、堂内正面の欄間には四国八十八箇所の第八十六番志度寺縁起玉取り物語の彫刻がある。
本尊真言：おん まか きゃろにきゃ そわか
ご詠歌：六道を兼ねて巡りて拝むべし 又後の世を聞くも牛伏

## 歴史
法長寺は、凉堂寒清大和尚（1606年（慶長11年）寂）が開山したと伝わり、開基は内田家2代図書頭重賢である。元々、札所七番は牛伏堂で根古屋3区の牛伏にあったが、1782年（天明2年）の火災で牛伏堂が焼失し本尊の十一面観音像が別当寺の法長寺本堂に遷されたため、現在は法長寺が札所七番とされる。
牛伏堂の由来には諸説あるが、その中に平将門にまつわる伝承がある。花園左エ門という者の家来が、平将門と戦って敗れこの地で亡くなった。やがて承平天慶の乱が終わり、その妻がこの地を訪れると夢に夫が現れ「将門と戦ったため、村のある家の牛の子に生まれて苦しんでいる。」と告げた。妻はただちに尼となって観世音菩薩に仕えたところ、その功徳によって夫の苦しみがなくなったというものである。また、別の伝承では、牧童が草刈りをしていると一頭の牛が現れ、その牛は地に伏して動かなくなってしまった。一夜が明け、牛の姿はなく十一面観音像があった。このため、牛は観世音菩薩の化身だったと考え、十一面観音像を祀り牛伏堂を建立したと言うものもある。

## 文化財
紙本着色涅槃図 - 横瀬町指定有形文化財
縦2.75m、横3.12mの大涅槃図で、法長寺涅槃会本尊として用いられている。涅槃にはいる釈迦を中央に、その周囲に悲嘆にくれる多くの仏弟子、諸王、動物たちを極彩色で描いており、釈迦とそれを見守る菩薩形の7人の貴人は金色に彩られている。「誓願時 古町西入町、佛繪表具師、伊勢屋忠三郎」「天明七年丁未秋」（1787年）製作地・制作年が記載されている。

## 交通
- 西武秩父線西武秩父駅より西武観光バス「松枝・長渕・根古屋ゆき」にて「横瀬橋」下車 徒歩10分
- 五番札所語歌堂より徒歩30分
- 六番札所卜雲寺より徒歩10分[2]

## 前後の札所
秩父札所（江戸巡礼古道）
6 卜雲寺 -- (0.7km)-- 7 法長寺 -- (1.2km)-- 8 西善寺
または
5 語歌堂 -- (2.0km)-- 7 法長寺 -- (0.7km)-- 6 卜雲寺